# Балка Скелевая
Балка Скелевая — ландшафтный заказник местного значения в Донецкой (около Енакиево, на землях Ольховатского поселкового совета) и Луганской (около села Ильинка) областях Украины. Балка расположена рядом с автомобильной дорогой Харьков-Ростов и расположена в юго-западном направлении. Площадь составляет около 117,8 га.
Статус ландшафтного заказника местного значения «Балка Скелевая» утверждён решением Донецкого областного совета 5/28-887 от 2010-05-14. Заказник создан с целью сохранения и восстановления природных комплексов и их отдельных компонентов, учитывая решение Енакиевского городского совета от 23.09.2009 № 5/41-13 "О согласовании объявления территории ландшафтным заказником местного значения «Балка Скелевая», решение Ольховатского поселкового совета от 18.09.2009 № 5/22-5 «О согласовании объявления территории ландшафтным заказником местного значения „Балка Скелевая“», согласование Государственного управления охраны окружающей природной среды в Донецкой области от 27.10.2009 № 11-6882.
Склоны балки поросли дроком и кизильником черноплодным. Имеются выходы родников, которые, объединяясь, соединяются в ручей, текущий по дну балки и переходящий в реку Скелевая. На правом берегу реки Скелевая есть выходы горных пород песчаника, высотой 8-10 метров. В скалах есть вымоины в виде небольших пещер с метровыми колоннами. В километре от плотины Ильинского пруда между скалами есть проход в виде наклонной дороги. Земли заказника каменистые и глинистые. Животный и растительный мир заказника характерен для степной зоны.
Во флористическом списке содержится 571 вид, встречаются редкие растения, такие как крокус, дикие тюльпаны, дрок, шафран сетчатый, папоротник-костинец волосовидный, папоротник-костинец северный, ковыль волосистый, ковыль Граффа, ковыль Лессинга, прострел чернеющий, тюльпан змеелистный, кизильник черноплодный. 21 вид растений считаются редкими для Донецкой области. Десять видов растений, произрастающих в балке, занесены в Красную книгу Украины. Два вида растений занесены в международную Красную книгу.
Фауна представлена следующими животными: малый суслик, лесная соня, большой тушканчик, степная мышовка, хомяк обыкновенный, степной хорек, барсук, мышь-малыш, волк, степной орел, черный коршун, кобчик, осоед.
14 видов птиц охраняются на уровне Европы, 2 вида рыб занесены в международную Красную книгу, 13 видов животных считаются редкими в Донецкой области.
Работы по созданию ООПТ были начаты в 2001 году. В середине марта 2002 года балку обследовала комиссия в составе учёных Донецкого ботанического сада, Енакиевской региональной государственной инспекции экологической безопасности, Енакиевского городского исполнительного комитета, журналистов, работников туристического центра ОАО «ЕМЗ». При исследовании балки были найдены экземпляры флоры и фауны, которые ранее считались пропавшими. Вопрос об объявлении ландшафтного заказника местного значения «Балка Скелевая» обсуждался на 28 сессии Донецкого областного совета 5 созыва.
На территории балки планировалось создать региональный ландшафтный парк, но на это не было денег в бюджете. Директор регионального ландшафтного парка «Донецкий кряж» Петр Абакумович Овечко предложил включить балку Скелевая в состав «Донецкого кряжа».